# 卡迪 (塔恩省)
卡迪（法語：Cadix）是法国南部-比利牛斯大区塔恩省的一个市镇，属于阿尔比区瓦朗瑟达尔比热瓦县。该市镇2009年时的人口 为228人。

## 人口
卡迪人口变化图示
| 数据来源：INSEE |